# 중화민국 교통부

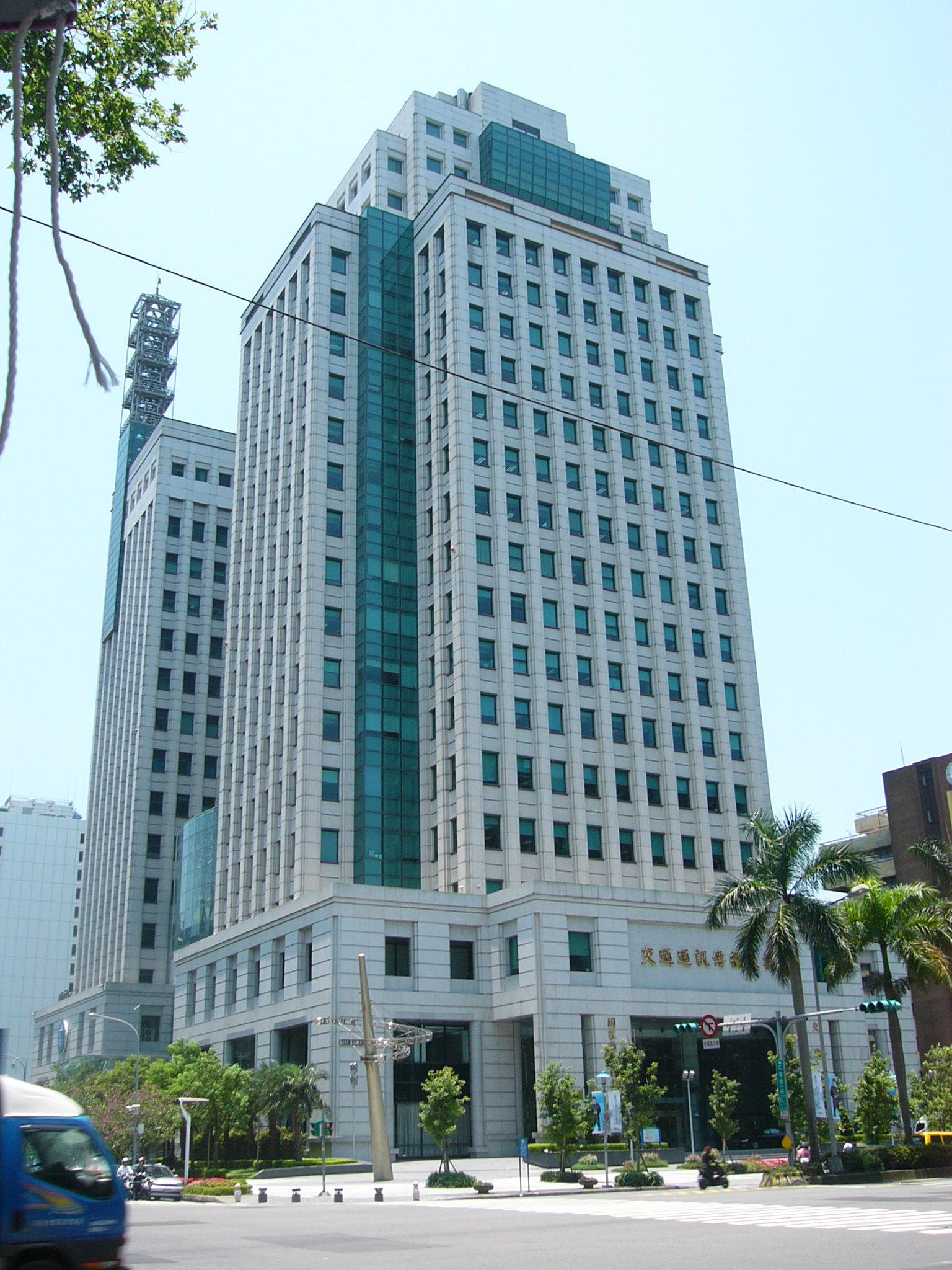
중화민국 교통부

중화민국 교통부(中華民國交通部)는 중화민국 행정원 산하의 우편, 전기, 교통, 기상, 물류, 운수, 관광 등의 분야를 담당하는 행정 기관이다. 교통부의 대표를 교통부장이라고 한다.

## 조직 현황
- 교통부 부장
- 교통부 차장 (정무차장 1명, 상무차장 2명)
- 민용항공국
- 관광국

## 같이 보기
- 중화민국 행정원